# جامپ‌استیشن
جامپ‌استیشن (به انگلیسی: JumpStation؛ به‌معنای: ایستگاه پرش) اولین موتور جستجوی وب بود که مانند موتور جستجوهای امروزی رفتار کرد و روش امروزی موتور جستجوهای وب را برای کاربر پدیدآورد. این موتور جستجو نمایه‌سازی خود را در تاریخ یکشنبه ۱۲ دسامبر ۱۹۹۳ (برابر با ۲۱ آذر ۱۳۷۲) آغاز کرد و در برگهٔ «تازه چه خبر» مرورگر موزاییک در تاریخ سه‌شنبه ۲۱ دسامبر ۱۹۹۳ (برابر با ۳۰ آذر ۱۳۷۲) نمایان شد. جامپ استیشن در دانشگاه استرلینگ در اسکاتلند میزبانی می‌شد.
جامپ‌استیشن بدست جاناتان فِلَچر از اسکاربرو، یورک‌شر شمالی انگلستان نوشته شد که در تابستان سال ۱۹۹۲ میلادی با درجه اول افتخارات درجه در علوم رایانه از دانشگاه فارغ‌التحصیل شد و متعاقباً جاناتان فلچر «پدر موتور جستجو» نام گرفت.
او سپس در آنجا به عنوان یک مدیر سیستم شاغل شد. توسعهٔ جامپ‌استیشن زمانی که او در اواخر سال ۱۹۹۴ از دانشگاه خارج شد متوقف گشت، او موفق به جذب هیچ سرمایه‌گذاری نشد، همچنین دانشگاه استرلینگ، ایده او را به لحاظ مالی رد کرد. در این مرحله پایگاه دادهٔ جامپ‌استیشن ۲۷۵٬۰۰۰ ورودی داشت و ۱۵۰۰ سرور را پوشش داده بود.
جامپ‌استیشن از رتبه‌بندی‌ای برای نتایج استفاده نمی‌کرد و عناوین اسناد و سرصفحه‌ها را برای نمایه کردن برگه‌های وب با استفاده از یک جستجوی خطی ساده به‌کار می‌برد. با این حال، جامپ‌استیشن شکل پایه‌ای شبیه جستجوی گوگل داشت که در آن نمایه (فهرست مطالب) تنها بدست یک ربات وب ساخته شده بود، جستجو در این نمایه با استفاده از کلیدواژهٔ پرس‌وجو که بدست کاربر در یک فرم وب وارد می‌شد و محل آن نیز از پیش شناخته شده بود انجام می‌شد، و در پایان نتایج آن به صورت یک فهرست از نشانی‌های وب که با کلیدواژه‌ها مطابقت داشتند ارائه می‌شد.

## نامزدی‌ها
جامپ‌استیشن برای جایزهٔ "بهترینِ وب" در سال ۱۹۹۴ نامزد شد و فلچر داستان خاستگاه و توسعهٔ آن را در مصاحبه‌هایی با ویشارت و بوشلر، شرح داد.